# Hiện tượng Kobner
Hiện tượng Koebner (Anh /ˈkɜbnər/, Mỹ /ˈkɛbʔ/), còn được gọi là phản ứng Koebner được mô tả bởi nhà khoa học Heinrich Köbner, là hiện tượng xuất hiện của tổn thương da trên vị trí của chấn thương. Hiện tượng Koebner có thể tạo thành một đường tuyến tính với tiếp xúc hoặc kích thích. Tình trạng này cho thấy những đường tổn thương theo sau những đường tiếp xúc với những tác nhân bao gồm: u mềm lây, mụn cóc và viêm da nhiễm độc thường xuân (bệnh viêm da gây ra bởi một số loài thực vật bao gồm thường xuân độc). Tổn thương mụn cóc và u mềm lây có thể lây lan theo đường bệnh nhân tự gãi. Tổn thương viêm da nhiễm độc là thường đi theo đường tiếp xúc với cây. Nguyên nhân của hiện tượng Koebner có thể thứ phát do gãi mà không cần lây nhiễm hoặc hóa chất như bạch biến, vẩy nến, lichen phẳng, lichen chấm, vảy phấn đỏ nang lông, và bệnh Darier.[cần dẫn nguồn]